# Transpondeur (aviation)
Pour les articles homonymes, voir transpondeur (homonymie).

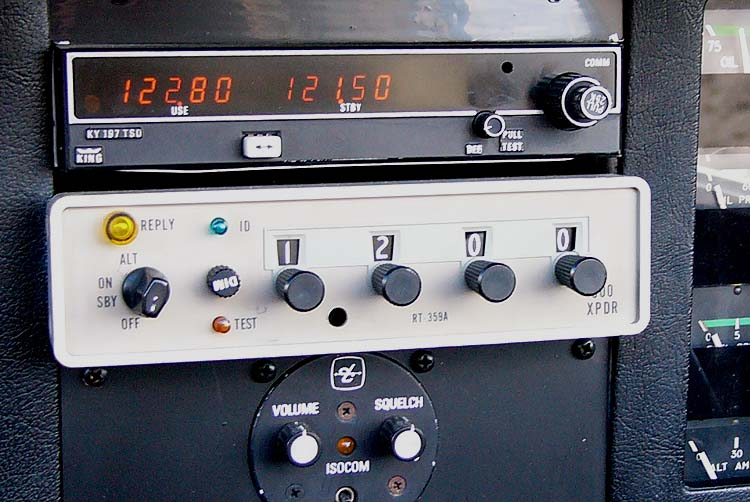
Transpondeur Cessna ARC RT-359A (le boîtier beige), au–dessus, un émetteur-récepteur VHF sur les bandes aéronautiques.

Un transpondeur (contraction des mots anglais transmitter – responder, émetteur – répondeur) est un dispositif électronique qui émet une réponse quand il reçoit une interrogation par radio. En aéronautique, les avions possèdent des transpondeurs pour aider à leur identification par les radars et aussi comme système anti-collision. Certaines balises de détresse installées sur les aéronefs se déclenchent en cas de crash et fonctionnent également selon ce principe, tel la balise Adelt équipant les hélicoptères de la Marine nationale française.
Le contrôle du trafic aérien utilise le terme « squawk », ou « affichez », pour affecter un code de transpondeur à un avion, par exemple : « F-HAAB affichez 3463 ».

## Historique
Les premiers systèmes de transpondeur sont développés en aéronautique par les armées britannique et américaine, au cours de la Seconde Guerre mondiale, sous le nom de Identification friend or foe (IFF), qui permet de reconnaître l'écho radar d'un appareil ami et ainsi pouvoir le différencier d'un appareil ennemi. Ce concept est au centre de la technologie du NORAD (Commandement de la défense aérospatiale de l'Amérique du Nord) dans la défense de l'Amérique du Nord au cours de la Guerre froide[réf. nécessaire].
Le système est adapté pour le contrôle aérien de l'aviation civile dans les années 1950, en utilisant un radar secondaire (balise radar) en usage dans l'aviation générale et l'aviation commerciale.

## Radar secondaire
Le radar secondaire, utilisé pour l'interrogation des transpondeurs, est appelé « secondaire » pour le distinguer du « radar primaire », qui lui ne fonctionne qu'en faisant se réfléchir ses ondes radio sur la surface de l'avion visé. En contrôle aérien, les opérateurs emploient plutôt les termes de « piste primaire » et « piste secondaire », bien que cela représente finalement la même chose.
Ces deux radars sont actifs, et émettent d'abord un signal avant de recevoir un écho ou une émission dans le sens inverse. Il serait impropre de parler de radar passif pour le radar primaire, car les radars passifs n'ont aucun dispositif émetteur et se contentent globalement « d'écouter » les signaux provenant de l'extérieur.
Le radar primaire fonctionne très bien quand l'avion est de bonne taille et entièrement métallique, mais avec plus de difficultés si l'avion est petit et en matériau composite. Sa portée peut être également réduite par la nature du terrain, la pluie, la neige et il peut détecter des objets non désirés comme des automobiles, des collines ou des arbres. De plus, tous les radars primaires ne donnent pas d'estimation sur l'altitude de l'avion. Le radar secondaire permet de surmonter ces limites, mais il est tributaire du transpondeur embarqué pour répondre à ses interrogations depuis le sol et rendre ainsi l'avion visible sur l'écran du radar.
En parallèle au faisceau émis par le radar primaire, celui du secondaire balaye également l'espace aérien, éclairant tout l'espace aérien dans sa portée l'entourant. Lorsqu'une « cible » se retrouve prise dans le faisceau, son transpondeur déclenche et envoie immédiatement une réponse codée, permettant à l'électronique de gestion de l'ensemble radar de traiter les informations et donc de pouvoir déterminer de manière plus précise les caractéristiques de la cible détectée. Grâce à un transpondeur, selon le mode employé, il est possible de savoir à quelle altitude vole la cible, son immatriculation, et dans certains cas sa situation opérationnelle (par exemple une panne radio-com à bord ou un acte de détournement).

## Mode opératoire

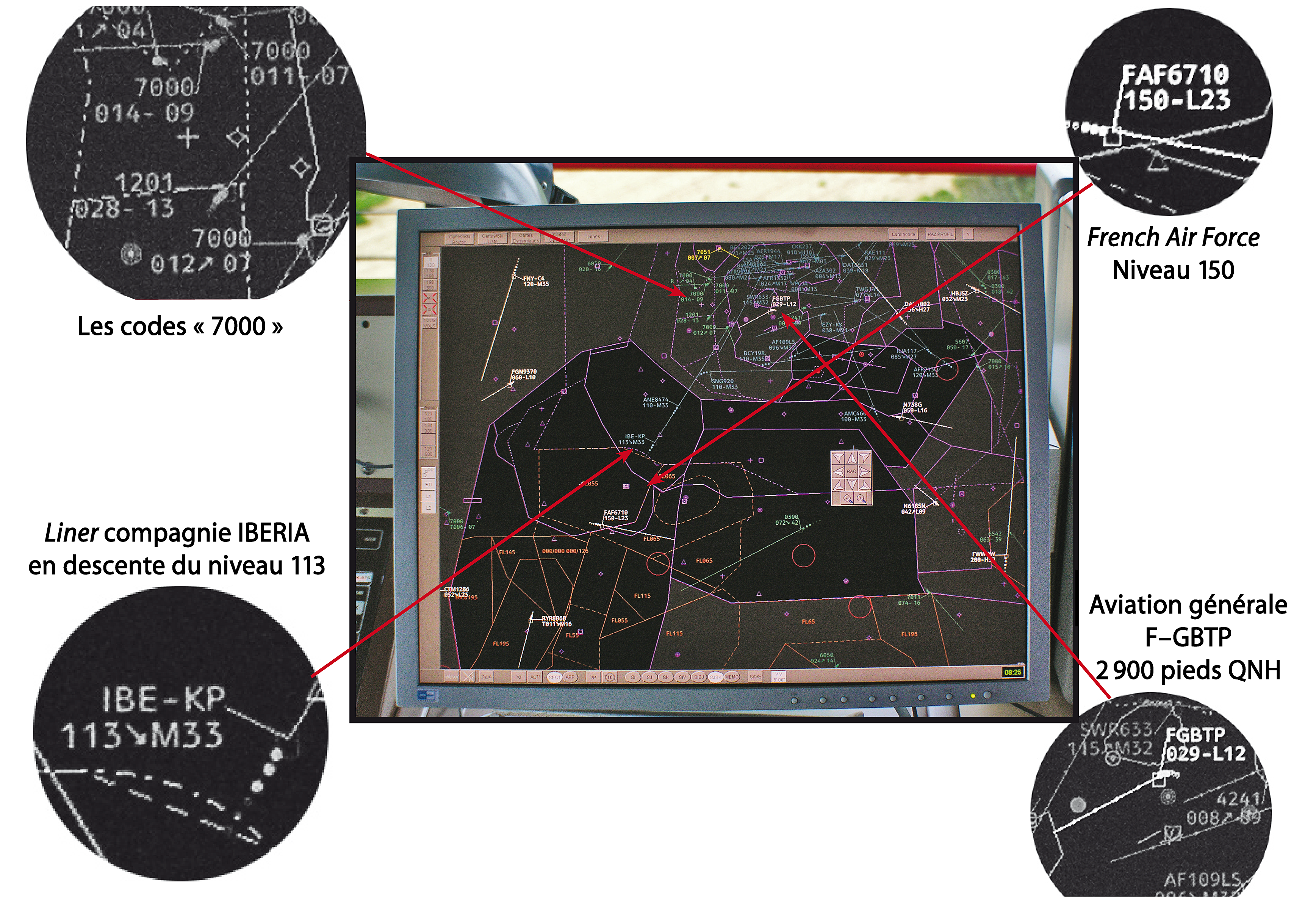
Écran radar de contrôle aérien IRMA 2000 sur lequel on voit les codes squawk.

Un contrôleur aérien peut demander par radio à un avion de retourner un code convenu en l'interrogeant sous la forme « Cessna 123AB, squawk 0363 ». Le pilote doit alors entrer le code 0363 sur son transpondeur, ce qui permettra de faire apparaître son identification sur l'écran du radar au sol.
En Europe (France, Royaume-Uni, Benelux et Allemagne) un avion s’identifie différemment des États-Unis. 
Par exemple, l’identification première d’un Cessna 172 immatriculé F-XXYY sera :
• de la part du pilote : « Iroise contrôle, de Foxtrot X-ray X-ray Yankee Yankee, bonjour. »
• Iroise contrôle : « F-YY j’écoute. »
• Pilote : « C172, F-YY, de Quiberon à Ouessant, 4 personnes à bord, 3500 pieds. »
• Contrôle : « F-YY transpondez 6503, rappelez  l'Île-Molène en vue. »…
Comme le radar primaire fournit généralement des indications sur le cap et la distance de l'avion, mais pas d'information sur son altitude, les modes C et S des transpondeurs donnent la pression à l'altitude de vol. Dans les espaces aériens très fréquentés, les avions sont très souvent obligés d'être équipés d'un transpondeur en mode C ou S précisant leur altitude. Les transpondeurs en mode S sont compatibles avec le signal émis en mode C et donnent les mesures d'altitude de 25 pieds en 25 pieds (ft) (25 ft = 7,62 m). En l'absence de données précises sur l'altitude de l'appareil, le contrôleur aérien doit se fier à l'altitude transmise par le pilote par radio. De la même manière, le Traffic Collision Avoidance System (système d'alerte de trafic et d'évitement de collision, souvent abrégé en T-CAS), installé sur les avions commerciaux et certains avions de tourisme en dernier recours, a besoin des mesures d'altitude délivrées par le transpondeur.
Cette limite a été la cause d'au moins un accident : le 31 août 1986, un Piper Archer, avec son pilote et deux passagers, pénètre par inadvertance le plancher de l'espace aérien contrôlé de l'Aéroport international de Los Angeles à 6 000 pieds (1 829 m) sans autorisation et entre en collision avec le vol Aeromexico 498, un DC–9 transportant 58 passagers et six membres d'équipage à une altitude de 6 650 pieds (2 027 m). Le Piper ne disposait que du mode A et le contrôleur aérien a estimé qu'il volait au–dessous de l'espace aérien contrôlé.

## Ident
Les modes A, C et S des transpondeurs comportent une touche « Ident » qui active un « treizième » bit en mode de réponse A, appelé « Ident », qui est un raccourci pour identify (identification). Quand le radar reçoit ce treizième bit, il fait apparaître l'avion en surbrillance sur l'écran du radar. Cette procédure est souvent utilisée par le contrôleur pour localiser un avion dans un trafic intense, en demandant au pilote d'activer la fonction Ident. Par exemple : « Cessna 123AB, squawk 0363 and ident ».

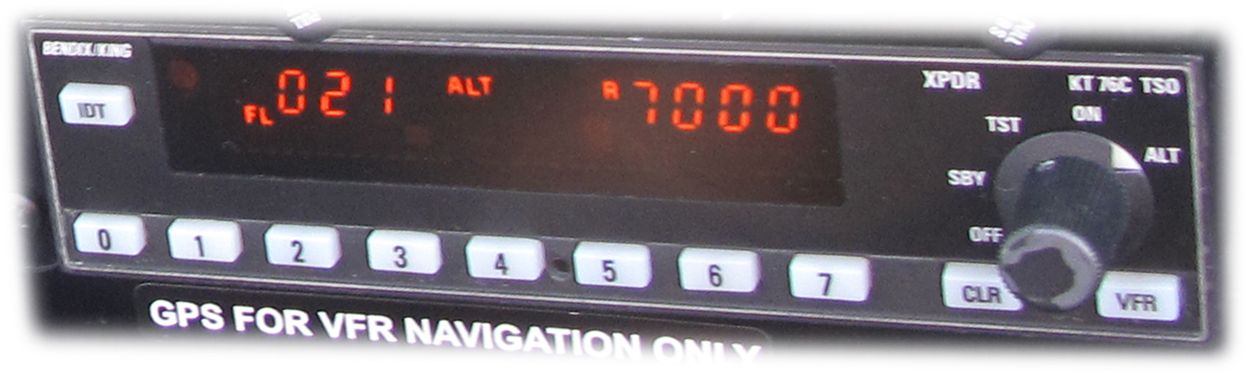
Transpondeur de nouvelle génération Bendix/King sur un Aquila AT01 le bouton IDT (Ident) se trouvant à gauche de l'equipement.

Cette fonction peut également être utilisée en cas de panne radio avérée ou supposée, pour déterminer si cette panne affecte simplement l'émission ou la réception, ou les deux modes en même temps. Exemple d'interrogation : « Cessna 123AB, if you read, squawk ident » (« Cessna 123AB, si vous m'entendez enclenchez l'identification ».

## Codes de transpondeur
Un code de transpondeur se compose de quatre chiffres et est émis par un avion en réponse au signal d'interrogation d'un radar de surveillance, pour aider les contrôleurs aériens dans la séparation du trafic. Un code de transpondeur discret (souvent appelé squawk code) est attribué par les contrôleurs aériens pour identifier spécifiquement un avion. Ce code permet de reconnaître facilement cet avion sur le radar.
Les « squawk codes » comprennent quatre chiffres dans le système octal. Les cadrans des transpondeurs vont de zéro à sept inclus. Le plus petit code possible est 0000 et le plus élevé est 7777. Il y a 4096 combinaisons possibles, ce qui valut à ces transpondeurs le surnom de « transpondeur à 4096 codes » (« 4096 code transponders »). Pour changer de code, le pilote doit faire défiler les valeurs judicieusement pour ne pas composer, même momentanément, un code d'urgence. De nos jours, cette difficulté est levée par l'utilisation de claviers. Le transpondeur ne doit pas non plus être mis en veille, car cela ferait disparaître son identification sur le radar.
Il existe d'autres codes, appelés « codes de perceptabilité » (« conspicuity codes »), qui ne sont pas nécessairement uniques pour chaque avion mais ont leur propre signification et sont utilisés pour transmettre des informations concernant l'avion au contrôle aérien, par exemple lorsque l'avion n'est pas en contact radio. Les codes 2000 et 7000 sont des exemples de codes de perceptabilité.
Le mot « squawk » — mot anglais signifiant « cri rauque » — vient du système original de la Seconde Guerre mondiale Identification friend or foe (IFF) dont le nom de code était « parrot » (perroquet),.

### Différents codes
- 0000 :
  - code d'interception militaire (aux États-Unis)[6].
  - mode C ou panne du radar de surveillance secondaire (au Royaume-Uni)[7].
  - à ne pas utiliser - c'est un code du mode A (en Europe)[8].
- 0001 : code militaire pour vol à haute vitesse hors du contrôle aérien (aux États-Unis).
- 0033 : lâcher de parachutistes en cours (au Royaume-Uni)[7].

- 0300 : en France, vols militaires en CAM V.

- 1000 :
  - vol aux instruments (IFR) volant à moins de 18 000 pieds lorsqu'aucun autre code n'a été attribué (au Canada).
  - code en mode A réservé pour une utilisation ultérieure dans des configurations radar en mode S où on utilisera l'identité de l'avion pour le corréler au plan de vol et non plus le code en mode A[8].
- 1200 : vol à vue (VFR), c'est le code standard utilisé dans les espaces aériens australien et d'Amérique du Nord lorsqu'aucun autre code n'a été attribué.
- 1201 à 1277 : en France, approches de : Annecy, Grenoble, Valence, Lyon, Saint-Étienne, Toulouse, Rodez, Agen, Tarbes, Bordeaux, La Rochelle, Villacoublay.
- 1400 : vol à vue au–dessus de 12 500 pieds par rapport au niveau de la mer, lorsqu'aucun autre code n'a été attribué (au Canada).
- 1560 à 1562 : drones en France
- 2000 : c'est le code qui doit être utilisé quand on entre dans une zone contrôlée par un radar secondaire en quittant une zone qui ne l'est pas[8], et, au Canada, pour un vol IFR à 18 000 pieds ou plus. Aéronef entrant dans l’espace aérien national sans instruction de contrôle.
- 3401 à 3477 : en France, approches de : Beauvais, Chalons, Rouen, Melun, Bâle, Toulouse, Rodez, Bergerac, Poitiers, Orange; + CCMAR Atlantique et CCMAR Méditerranée.
- 4000 : avion sur une route d'entrainement militaire de vol à vue ou nécessitant des changements d'altitude rapides ou fréquents (aux États-Unis)[9].
- 4201 à 4277 : en France, Approches de : Le Bourget, CDG, Issy, Toussus, Orly, Pontoise, CDC Marsan - Salon APP, Lorient, Lanveoc.
- de 4400 à 4477 : réservé aux Lockheed SR-71 Blackbird, Lockheed YF-12, Lockheed U-2 et B-57 Canberra, aux vols avec combinaison pressurisée et aux opérations aériennes au–delà du niveau de vol 600 (aux États-Unis uniquement)[9].
- 4501 à 4577 : en France, approches de : CDG, Clermont, St Yan, Istres, Cinq Mars, CMCC Brest
- 4600 : voltige aérienne (aux États-Unis).
- 5000 : avion en opération militaire.
- 5401 à 5447 et 5477 : en France, approches de : Lyon, Nice, Aix, Marseille, Montpellier, Saint-Dizier.
- 6001 à 6177 : en France, approches de : Calais, Le Touquet, Lille, Merville, Colmar, Strasbourg, Aix, Luxeuil, Salon, Solenzara, Mont-de-Marsan, Phalsbourg, Cognac, Avord, Évreux, CDC Cinq Mars, Dax, Étain, Cognac, + Transit VFR
- 7000 :
  - Vol à vue par défaut, lorsqu'aucun autre code n'a été attribué[10]. Code squawk standard pour le vol VFR lorsqu'aucun autre code n'a été attribué (ICAO)[8].
  - au Royaume-Uni, ce code n'implique pas un vol VFR : 7000 est utilisé comme code squawk général de visibilité[7].
- 7001 :
  - en usage militaire, montée en altitude rapide depuis un niveau d'opération à basse altitude (Royaume-Uni)[7].
  - utilisé dans quelques pays pour identifier les vols VFR (France par exemple).
- 7004 : voltige et code d'affichage dans certains pays[7].
- 7010 : trafic VFR au Royaume-Uni.
- 7014 à 7015 : en France : HOSP National (SAMU, Sécurité Civile)
- 7066 à 7067 : en France : ballons (codes utilisables après accord DIRCAM)
- 707-  : largage de parachutistes en France (7070, 7071, 7072 ...).
- 7440 à 7477 : en France, aéronefs en vol dans les couloirs (routes)
- 7777 : en France test de transpondeur au sol
  - interception militaire (États-Unis). Ce code est réservé à l'usage militaire et ne doit être utilisé sous aucun prétexte par l'aviation civile[11] ;
  - code utilisé par les transpondeurs terrestres pour vérifier la précision des stations radar (États-Unis, Allemagne, Pays–Bas, Belgique, etc.).

En Belgique, les codes suivants sont attribués au service d'information de vol du trafic VFR (BXL FIC) :
- Série de 0041 à 0057.

En Allemagne, on utilisait les codes suivants :
- 0021 : code squawk VFR  pour l'espace aérien allemand (5 000 pieds et au–dessous).
- 0022 : code squawk VFR  pour l'espace aérien allemand au–dessus de 5 000 pieds.

Depuis le 15 mars 2007 ces codes ont été remplacés par le code VFR international 7000.

### Codes de détresse
- 7500 : en cas de détournement d'aéronef[10] (par exemple intrusion hors–la–loi).
- 7600 : en cas de panne radioélectrique[10] (NORDO - abréviation anglo-saxonne pour « no radio »).
- 7700 : en cas de détresse[10], urgence et interception (militaire par exemple). Alerte générale.

### Codes attribués par le contrôle aérien
La plupart des codes peuvent être choisis par le pilote, et quand la situation le requiert ou le permet, sans autorisation du contrôle de la circulation aérienne. Les autres codes sont généralement attribués par le contrôle aérien.
Pour ce qui est des vols aux instruments (IFR), le code attribué fait partie de l'autorisation de décollage et ne change pas tout le long du vol. Les vols VFR, lorsqu'ils sont dans un espace aérien non contrôlé, utilisent un « code VFR », ou le code de perceptabilité au Royaume-Uni (1200 aux États-Unis et 7000 en Europe). Le contrôle aérien, au cours d'un contact, va demander de sélectionner un code bien précis. Au changement de fréquence, par exemple lorsque l'avion quitte l'espace aérien contrôlé ou change de secteur de contrôle aérien, on demandera au vol VFR de repasser sur le code VFR.
Pour éviter des mélanges et des confusions entre les différents codes squawk attribués, chaque secteur de contrôle aérien s'est vu allouer des groupes de codes différents de ceux des secteurs voisins pour prévenir tout recouvrement.
Toutes les unités de contrôle aérien ne possèdent pas de radar pour identifier les avions mais attribuent néanmoins des codes squawk. Par exemple, London Information (Londres information) — qui couvre la moitié sud du Royaume-Uni — n'a pas accès aux images radar mais attribue le code squawk 1177 à tous les avions qui bénéficient de leur service d'information de vol. Ceci permet de signaler à un autre radar équipé d'un dispositif de contrôle aérien que cet avion écoute sur la fréquence de London Information s'il était besoin de la contacter.